# ونتا استانکوویچ
ونتا استانکوویچ (سیریلیک صربی: Вања Станковић؛ متولد ۲۴ مارس ۱۹۹۸) یک تکواندوکار صربستانی است. وی که عضوی از باشگاه گالب در بلگراد بود، قبل از حضور در مسابقات قهرمانی تکواندو جهان ۲۰۱۷، در مسابقات قهرمانی زیر ۲۱ سال اروپا در بلغارستان و اوپن بلژیک موفق به کسب دو مدال طلا شد. در مسابقات قهرمانی تکواندو جهان ۲۰۱۷، در دسته مگس‌وزن مدال طلا را از آن خود کرد. در سال ۲۰۱۹، او یک بار دیگر در G2 در لاس وگاس به مدال طلا دست یافت.